# Lingua spagnola negli Stati Uniti d'America
La lingua spagnola negli Stati Uniti d'America è la seconda lingua per numero di parlanti negli USA, dopo l'Inglese. Gli USA ospitano la seconda comunità ispanofona più grande del mondo, dopo quella messicana e prima di Spagna, Colombia e Argentina.
Vi sono inoltre particolari aree di concentrazione all'interno dell'Unione: per esempio il castigliano è la seconda lingua per diffusione nella città di New York, lingua madre di oltre 2 milioni dei suoi abitanti e lingua straniera più studiata, è la lingua straniera insegnata nelle scuole, ci sono stazioni radio ed emittenti televisive che trasmettono esclusivamente in spagnolo.
A Miami, data la forte migrazione cubana seguita da quella venezuelana, la lingua più parlata è lo spagnolo e nel 2010 addirittura il 70,2% degli abitanti di Miami di età superiore ai 5 anni parlava solo spagnolo a casa mentre il 22,7% della popolazione parlava inglese in ambiente domestico. Dal trasferimento al di fuori di quest'area di persone che parlano inglese, la percentuale di persone che parlano solo inglese è destinato a scendere ulteriormente.
Anche a Los Angeles lo spagnolo è più parlato dell'inglese: su una popolazione totale di 3.473.790 persone sopra i 5 anni, il 43,6% (1.513.106) parlano spagnolo contro il 40,2% (1.397.555) che dichiara di parlare inglese.
Lo spagnolo è seconda lingua (non ufficiale) in 43 stati e a Washington D.C.. Il Nuovo Messico è uno degli stati dell'Unione in cui esiste una quota rilevante di popolazione residente, non immigrata, che parla lo spagnolo come lingua madre (circa il 28% degli individui nel censimento del 2000). Il castigliano costituisce uno dei segni caratteristici dello stato, riconosciuto anche dalle istituzioni culturali, come l'Università del Nuovo Messico. Un ruolo ancora più forte (un vero e proprio simbolo identitario) è svolto da questa lingua nel territorio associato di Porto Rico.
Buona parte delle istituzioni USA ha inoltre assunto il bilinguismo inglese-spagnolo come norma nei propri siti web ufficiali, come il Governo, la Casa Bianca, l'FBI, il servizio Medicare o la Biblioteca Nazionale di Medicina. Allo stesso modo sono disponibili in spagnolo i siti degli stati della California e del Texas, mentre la Federal Reserve pubblica periodicamente opuscoli in spagnolo.
Come in tutti i paesi ispanofoni, nel 1973 anche negli Stati Uniti è stata fondata l'Accademia Nordamericana della Lingua Spagnola (in castigliano ANLE), corrispondente della Real Academia Española (RAE) e membro dell'Associazione delle Accademie di Lingua Spagnola fin dal 1980.

## Statistiche sulla popolazione ispanica

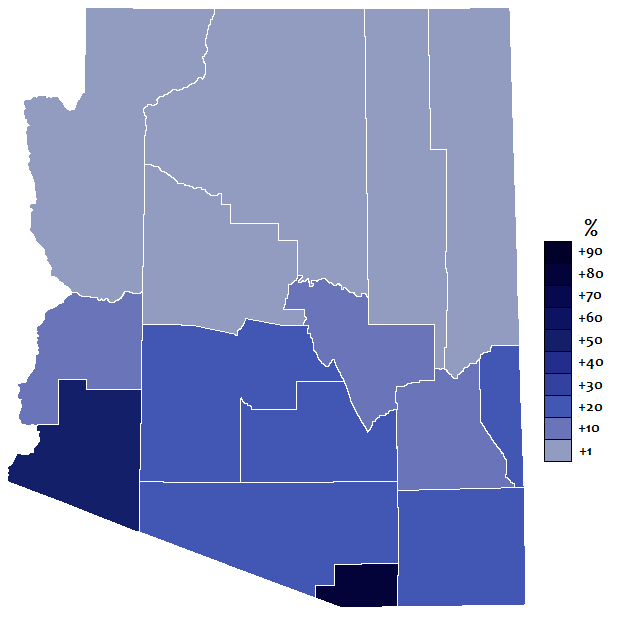
Estensione del castigliano in Arizona (fonte)

Secondo l'Ufficio Censimento statunitense nel 2009 si contavano 48.419.324 ispanici, il 15,8% della popolazione USA. Secondo la stessa fonte, su una popolazione totale di 285.797.349 individui maggiori di 5 anni nel 2009, in 35.468.501 parlavano castigliano in casa, pari al 12,4% del totale. I rimanenti sono minori di 5 anni, parlano castigliano come seconda lingua o parlano principalmente inglese (e raramente lo spagnolo, che comunque possono utilizzare). Statistiche alla mano, la diffusione della lingua ibero-americana appare in aumento, dato che nel 2005 lo spagnolo era la lingua domestica per 32.199.607 individui.
Le indagini statistiche distinguono tra le definizioni di ispanico, inerente all'origine etnica dichiarata dall'individuo, e ispanofono, riferito alla padronanza linguistica del castigliano. Benché la lingua rappresenti un forte fattore identitario, l'appartenenza al gruppo ispanico non implica automaticamente l'ispanofonia (anche se difficilmente la esclude), così come l'appartenenza ad altri gruppi non impedisce di parlare spagnolo, oggi ritenuto appetibile anche dagli americani di origine anglosassone. Texas, California e Nuovo Messico sono gli stati in cui risiedono le comunità ispanofone più numerose, con percentuali prossime al 25-30% della popolazione.
Secondo quanto affermato dalla Accademia Nordamericana della Lingua Spagnola, oltre 40 milioni di persone negli Stati Uniti (ossia la maggioranza degli ispanici che vi risiedono legalmente) parlano dunque la lingua di Cervantes e il fenomeno è seguito con interesse sia dalla RAE, in collaborazione con la referente nordamericana, che dall'Istituto Cervantes, che del celebre scrittore porta il nome. Vengono analizzati in particolare i risvolti sociali, economici e culturali della crescente diffusione e dell'interazione con la lingua maggioritaria.

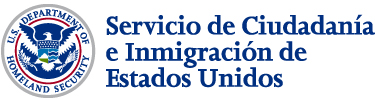
Logo in spagnolo dell'Agenzia del Servizio di Cittadinanza e Immigrazione USA, parte del Dipartimento di Sicurezza Interna

Alle statistiche governative e a quelle della ANLE si aggiungono quelle del centro di ricerca Pew Research Center, presieduto dall'ex segretario di stato statunitense Madeleine Albright e specializzato in indagini statistiche e sondaggi. Secondo quanto affermato dal Pew Hispanic Center, progetto dedicato allo studio del fenomeno ispanico e ispanofono negli USA, il 76% degli 11,9 milioni di immigrati illegali del paese è di origine ispanica. Oltre 9 milioni di individui (non rilevati dai censimenti ufficiali) andrebbero quindi ad aggiungersi alle statistiche ufficiali, portando la popolazione ispanica oltre i 55 milioni. La maggior parte di questi immigrati usa ragionevolmente lo spagnolo come prima lingua, aumentando ulteriormente il numero totale di ispanofoni. Aggiungendo i 6 milioni di studenti di spagnolo in possesso di certificati linguistici, si stima un totale di circa 50 milioni di ispanofoni in grado di comprendere e utilizzare la lingua spagnola. Come già evidenziato non vi è una totale coincidenza tra la popolazione ispanica e quella ispanofona, in parte composta di individui appartenenti ad altri gruppi etnici.

## Tendenze di apprendimento negli Stati Uniti d'America
Lo spagnolo è attualmente la lingua più insegnata, dopo l'inglese, nei cicli di istruzione secondaria e di istruzione superiore statunitensi.

Degli oltre 1,4 milioni di studenti universitari iscritti a corsi di lingua nell'autunno del 2002, per esempio, il 53% era iscritto a corsi di lingua spagnola, seguita dal francese (14,4%), dal tedesco (7,1%), dall'italiano (4,5%), dalla lingua dei segni americana (4,3%), dal giapponese (3,7%) e dal cinese (2,4%), sebbene i livelli assoluti siano ancora piuttosto bassi.

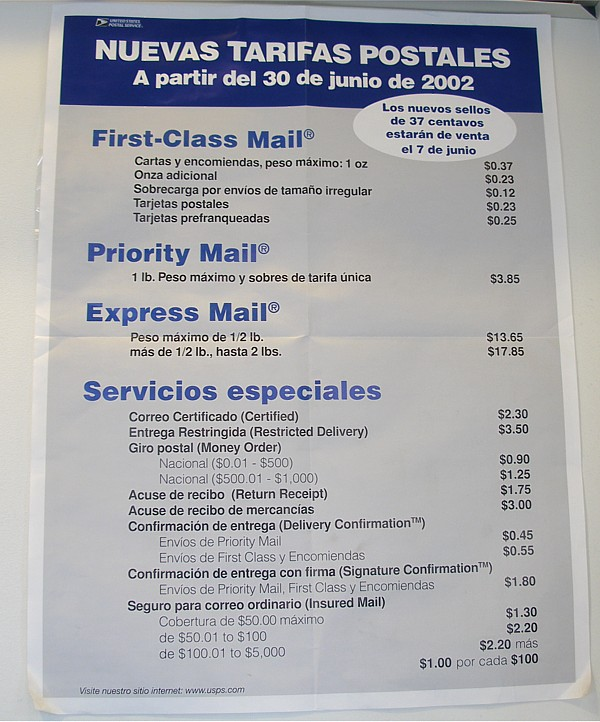
Una locandina del Servizio Postale degli Stati Uniti in spagnolo

## Parole anglo-americane di uso comune derivate dallo spagnolo
Di seguito una lista di prestiti filtrati dallo spagnolo all'inglese americano, e in molti casi da lì alle varianti degli altri paesi anglosassoni, acquisiti integralmente o modificati in base alla fonetica anglosassone.
| Anno   | Numero di madrelingua spagnolo | Percentuale della popolazione USA |
| ------ | ------------------------------ | --------------------------------- |
| 1980   | 11 milioni                     | 5%                                |
| 1990   | 17,3 milioni                   | 7%                                |
| 2000   | 28,1 milioni                   | 10%                               |
| 2010   | 37 milioni                     | 12,8%                             |
| 2012   | 38,3 milioni                   | 13%                               |
| 2015   | 41 milioni                     | 14%                               |
| Fonti: |                                |                                   |

| spagnolo     | inglese americano | italiano               |
| ------------ | ----------------- | ---------------------- |
| vaquero      | buckaroo (cowboy) | vaccaro (mandriano)    |
| cafetería    | cafeteria         | caffetteria            |
| corral       | corral            | recinto                |
| chocolate    | chocolate         | cioccolata             |
| desesperado  | desperado         | disperato              |
| guerrilla    | guerrilla         | guerriglia             |
| guitarra     | guitar            | chitarra               |
| junta        | junta             | giunta                 |
| aficionado   | aficionado        | appassionato           |
| lazo         | lasso             | lazo                   |
| patata       | potato            | patata                 |
| rancho       | ranch             | ranch                  |
| rodeo        | rodeo             | rodeo                  |
| siesta       | siesta            | siesta                 |
| tornado      | tornado           | tornado                |
| caballerango | wrangler          | mandriano (di cavalli) |